# Twice Upon a Time - The Singles
Twice Upon a Time - The Singles es el segundo álbum recopilatorio de sencillos de la banda británica de rock alternativo Siouxsie And The Banshees. 
Es la continuación de Once Upon a Time: The Singles y presenta las canciones en orden cronológico. Twice continúa donde se quedó Once (en 1982) e incluye varias canciones que no aparecen en ningún álbum de estudio del grupo. "The Last Beat of My Heart" es una versión en directo de una actuación en el festival de Lollapalooza. "Face to Face" es una canción de la banda sonora de Batman Returns. "Fear of the Unknown" también aparece como remezcla un tanto distinta a la versión original. 

## Lista de canciones
- Todas las pistas compuestas por Siouxsie and the Banshees, excepto donde se indique lo contrario.

1. "Fireworks"
2. "Slowdive"
3. "Melt!"
4. "Dear Prudence" (Lennon/McCartney)
5. "Swimming Horses"
6. "Dazzle"
7. "Overground" (versión regrabada del The Thorn EP)
8. "Cities in Dust"
9. "Candyman"
10. "This Wheel's on Fire" (Bob Dylan/Rick Danko)
11. "The Passenger" (Osterberg/Gardiner)
12. "Peek-a-Boo" (Warren/Mercer/Siouxsie and the Banshees)
13. "The Killing Jar"
14. "The Last Beat of My Heart" (en vivo en Lollapalooza, Seattle, 28 de agosto de 1991)
15. "Kiss Them for Me"
16. "Shadowtime"
17. "Fear (of the Unknown)" (remix)
18. "Face to Face" (Siouxsie and the Banshees/Danny Elfman)